# Sadbh
Nella mitologia irlandese, Sadbh (Sadb, Shahv) era la madre Sidhe di Oisín, figlio di Fionn mac Cumhail. 
Era stata trasformata in cervo per aver rifiutato l'amore di Fear Doirche, ma scoprì che lui non aveva alcun potere su di lei se si trovava nel dun dei Fianna. Bran e Sceolan, i cani di Fionn, non tentarono di ucciderla quando i Fianna la trovarono mentre era a caccia. Venne portata a casa, ma fu attirata fuori dalla casa con l'inganno e fu ritrasformata in cervo dal druido Fear Doirche. Dopo sette anni, i cani trovarono un ragazzo, Oisín, figlio di Sadbh, che si ricordava della sua madre-cervo. Lei era stata obbligata a seguire Fear Doirche ed affidare suo figlio agli elementi.